# Piaskowice (Łódź)
Pour les articles homonymes, voir Piaskowice.
Piaskowice est une localité polonaise de la gmina de Parzęczew, située dans le powiat de Zgierz en voïvodie de Łódź.